# William Jehú Fajardo
William Jehú Fajardo Montenegro (ur. 26 stycznia 2001 w Sanarate) – gwatemalski piłkarz występujący na pozycji skrzydłowego, reprezentant Gwatemali, od 2025 roku zawodnik Achuapy.